# Mompha jurassicella
Mompha jurassicella ist ein Schmetterling (Nachtfalter) aus der Familie der Fransenmotten (Momphidae).

## Merkmale
Die Falter erreichen eine Flügelspannweite von 11 bis 13 Millimeter. Die Vorderflügel sind graubraun und haben in der Diskalregion eine ockerfarbene Zeichnung. Diese Zeichnung ist vor allem bei den Männchen undeutlich. Sie ist im Gegensatz zu den ähnlichen Arten Mompha divisella, Mompha bradleyi und Mompha confusella mehr bräunlich grau.
Bei den Männchen hat der Sacculus distal eine leicht gebogene scharfe Spitze, die nicht bis zur Spitze des Cucullus reicht. Der Aedeagus besitzt drei verschieden lange Cornuti. Der Linke ist der kürzeste. Er ist sehr schlank und distal mit winzigen Nadeln versehen. Der rechte Cornutus ist am längsten. Er ist schlank und an der Spitze hakenförmig. Der mittlere Cornutus besitzt eine gabelförmige Spitze. Die Genitalarmatur ähnelt der von Mompha divisella, sie unterscheidet sich aber durch den kürzeren und sich abrupter verjüngenden Sacculus und die unterschiedlich langen Cornuti des Aedeagus.
Bei den Weibchen ist das 8. Tergit ungefähr 1,5 mal so breit wie lang, der hintere Teil ist nicht sklerotisiert. Der Sinus vaginalis ist etwas schmaler als der breiteste Teil des Ductus bursae. Der hintere Abschnitt des Ductus bursae ist ungefähr so lang wie der vordere Abschnitt. Der Beginn des Ductus seminalis ist klein und oval, er befindet sich im hinteren Abschnitt des Ductus bursae. Die Form und die Sklerotisierung des 8. Tergits sowie die Länge des hinteren Teils des Ductus bursae sind für die Art charakteristisch.

## Verbreitung
Mompha jurassicella ist in Westeuropa beheimatet. Im Osten reicht das Verbreitungsgebiet bis in die Schweiz.

## Biologie
Die Raupen entwickeln sich an Zottigem Weidenröschen (Epilobium hirsutum). Ab Anfang August fressen sie im Mark des Stängels, dabei entsteht ein bis zu 25 Zentimeter langer, meist unverzweigter Fraßgang. Bis zu drei Fraßgänge wurden bisher in einer einzelnen Pflanze gefunden. Die Gänge sind gewöhnlich vertikal voneinander getrennt. Die Falter fliegen von Ende August bis Oktober, überwintern und fliegen erneut von März bis April.

## Systematik
Die Art war zuerst aus der Schweiz bekannt geworden und hatte wegen des nicht bekannten Verbleibs des Typusmaterials und der mangelhaften Erstbeschreibung, die keine Abgrenzung zu Arten des divisella-Komplexes zuließ, lange Zeit einen unsicheren taxonomischen Status (incertae sedis). Sinev fand 1999 das als Lectotypus gekennzeichnete Exemplar von Laverna jurassicella in der Sammlung des Natural History Museum in London. Es erwies sich als konspezifisch zu Mompha subdivisella.
Aus der Literatur sind folgende Synonyme bekannt:
- Mompha subdivisella Bradley, 1951
- Laverna iurassicolella Reutti, 1898
- Laverna jurassicella Frey, 1881